# Cucina tunisina

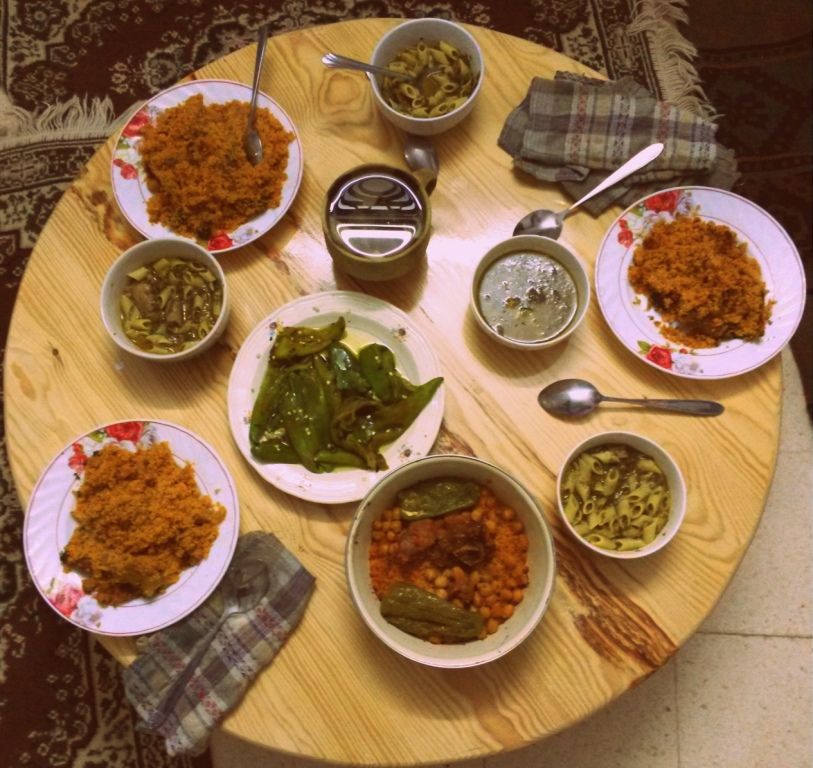
Cibo tunisino servito a tavola

La cucina tunisina comprende le abitudini culinarie della Tunisia. Parte della cucina araba, in particolare quella maghrebina, si caratterizza per il suo gusto particolarmente piccante.

## Storia

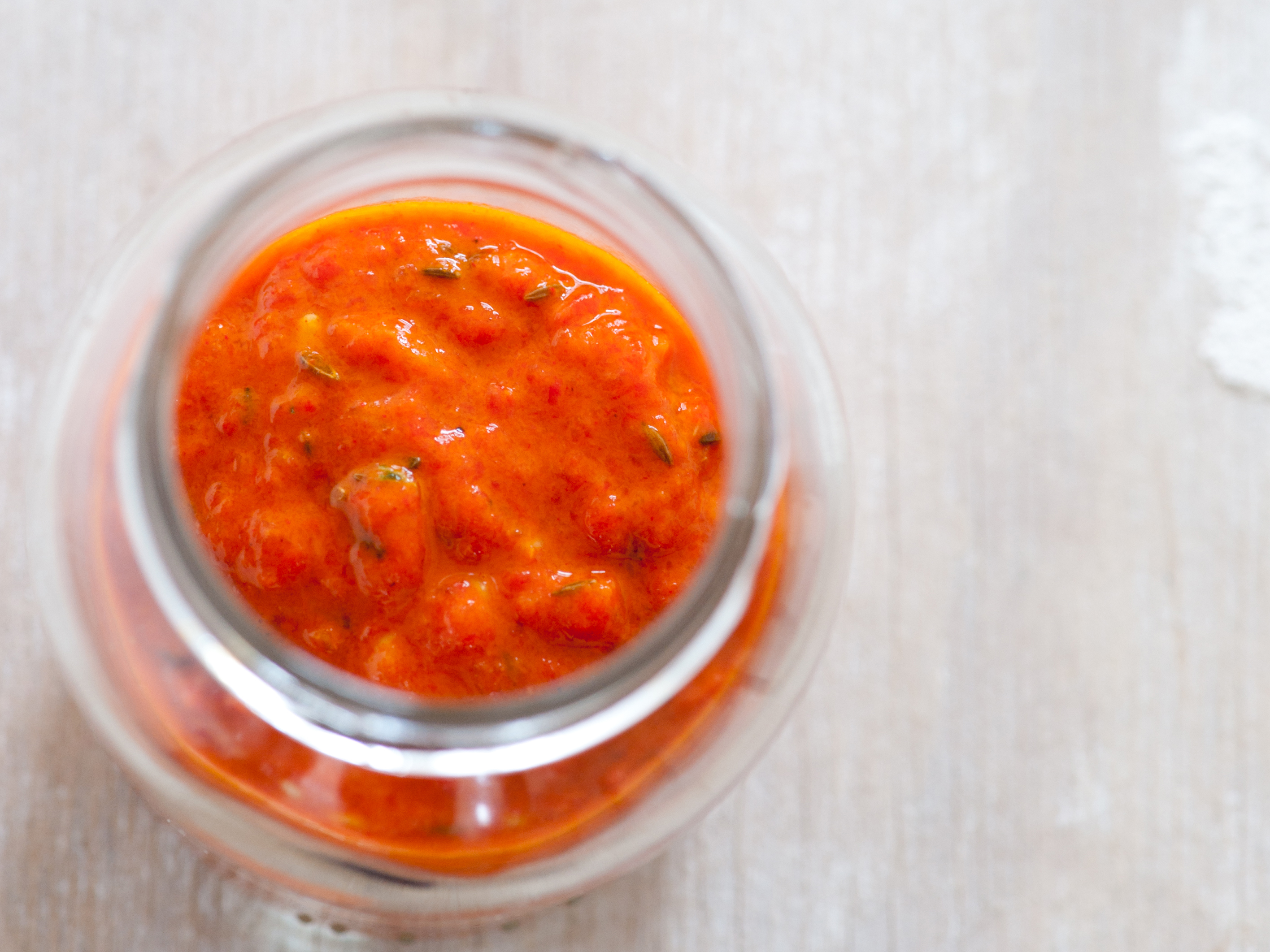
Harissa

La cucina tunisina risente delle influenze dei popoli che hanno abitato il paese nel corso dei secoli. Durante il periodo della conquista romana, la Tunisia divenne il granaio dell'Impero. Inoltre, molte tribù di berberi che abitavano la regione si convertirono all'ebraismo, variegando ulteriormente l'offerta culinaria. Con la conquista da parte degli arabi, nell'area furono introdotte diverse spezie, oggi ingredienti fondanti della maggior parte dei piatti, mentre gli Ottomani influenzarono la produzione dolciaria. Nel XIX secolo, durante il colonialismo francese, si prestò maggiore cura alla presentazione dei piatti, ma furono gli spagnoli a lasciare l'impronta più vivida nella cucina locale: questi ultimi infatti introdussero nell'area il peperoncino, ingrediente fondante dell'harissa, simbolo della cucina tunisina.

## Caratteristiche principali
La cucina tunisina fa un ampio uso di verdure, come zucchine, rape, carote, melanzane, carciofi, finocchi, cipolle, peperoncini e aglio. Tra i condimenti più diffusi troviamo spezie come cumino e pepe, nonché prezzemolo, coriandolo e olio d'oliva. Nel deserto vengono coltivati grano e datteri, mentre nelle zone meno aride si assiste alla coltivazione di arance, limoni, fichi, uva e albicocche. Le carni più diffuse sono agnello, vitello e pollo, mentre la vicinanza con il Mediterraneo fornisce un'ampia varietà di pesce.
La tradizionale colazione tunisina comprende latte, caffè, uova, sohlob, una mistura di spezie quali sorgo, cannella, zenzero e zucchero, un pudding chiamato assidat zgougou o una zuppa piccante di semolino chiamata hsou. Il pranzo e la cena invece possono comprendere una portata principale, tipicamente cuscus o pasta, accompagnata da una serie di antipasti chiamata kemia, che può includere verdure, imalah (carote e cavolfiori in salamoia), ummak huriyya (un'insalata di carote condita con aglio e olio di oliva), mechouia (a base di peperoni arrostiti, aglio e harissa) oppure chorba, una zuppa a base di salsa di pomodoro.

## Piatti principali

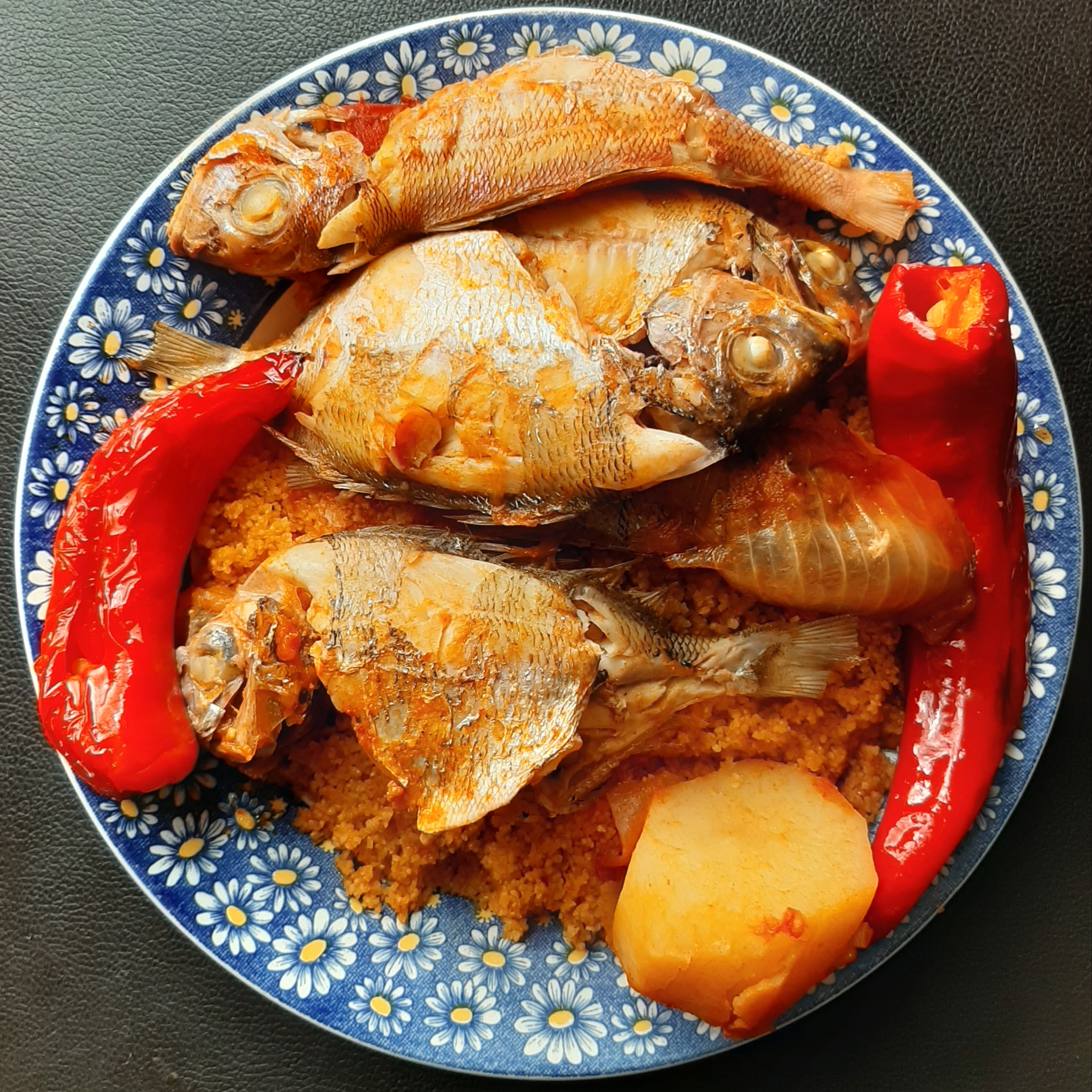
Cuscus di pesce

Il piatto nazionale della Tunisia è il cuscus, pietanza di cui si stimano circa 300 varianti nel paese. L'area di maggior produzione di questo piatto è la regione di Sfax, che vanta un gran quantitativo di semolino, l'ingrediente base del cuscus. Proprio di Sfax è tipico il mesfouf, una variante del cuscus guarnito con noci, mandorle e pistacchi. Altri condimenti tipici del cuscus sono gamberi, verdure, agnello o menta.
Tra gli altri piatti tunisini si citano la tajine (in arabo tunisino menina), a base di pollo o altri tipi di carne cotto al forno, la chakchouka (detta anche oja), una sorta di frittata a base di uova e pomodori, la malsouka, un tipo di pasta sfoglia usata per avvolgere diversi ripieni, come la tajine malsouka, oppure per preparare dei fagottini chiamati brik. L'harissa (che in arabo significa "frantumare") è invece una mistura a base di peperoncini, aglio, sale e semi di cumino che viene usata per immergervi il cibo, mentre il tabouna è un tipo di pane basso di origine berbera condito con semi di anice. Un piatto molto pratico a base di ceci, harissa e zuppa di cumino è il lablabi, mentre la molokhia è uno stufato a base di foglie dell'omonima pianta.
Il pesce non manca nella dieta tunisina: sono disponibili sogliole, triglie, sgombri, cernie, persico, calamari e polpi, tipicamente conditi con aglio, zafferano, cumino, paprika, curcuma o boccioli di rosa secchi. Inoltre, il pesce può anche essere grigliato e condito con succo di limone e olio d'oliva, e può essere accompagnato dalla tastira, una salsa a base di pomodori secchi, uova, sale, olio d'oliva e semi di cumino. Tra gli altri piatti di pesce si menzionano il kabkabou, uno stufato di pesce condito con limone, zafferano, pomodori e capperi, le brochette (spiedini di pesce) e i gamberoni cotti nella gargoulette.
Tra i piatti di carne troviamo la merguez, una salsiccia piccante che può essere di agnello o di capra, pollo arrosto, carne di cammello e la maraqa, uno stufato di agnello che si differenzia in koucha (con peperoncini, pomodori e patate), klaya (con paprika) e kamounia (con cumino).

## Frutta, dolci e bevande
La Tunisia dispone di diversi tipi di frutta, come nespole, pesche, meloni, albicocche, melograni e mandorle. La locale tradizione dolciaria si ispira alle influenze ottomane e siciliane: vi si trovano ad esempio la baklava, la bjeouia, una pasta di noci all'arancia, i makroud, dei dolcetti fatti con farina di grano e ripieni di datteri e miele, la booza, una crema con nocciole, e i bambalouni, delle ciambelle locali.
Tra le bevande più diffuse troviamo il caffè, sia quello turco che l'espresso o anche il cappuccino, e il tè, che può essere aromatizzato alla menta, ai pinoli o alle mandorle. Sono diffusi anche le limonate, i frappé e il lait de poule. Per quanto la Tunisia sia un paese islamico, l'alcol è disponibile, anche per via del turismo. La bevanda più popolare è la birra, mentre l'aperitivo tipico del paese è il boukha, un distillato di fichi che a volte viene mischiato con la Coca-Cola. L'influenza francese inoltre ha reso popolari il pastis e il whisky, mentre il thibarine è un liquore ai datteri aromatizzato alle erbe. Infine si cita il legmi, una bevanda a base di linfa di palma fermentata.